# Henry Lee III
Henry Lee III (Light-Horse Harry Lee), född 29 januari 1756 i Prince William County, Virginia, död 25 mars 1818 i Georgia, var en amerikansk federalistisk politiker och militär. Han var ledamot av kontinentalkongressen 1786–1788, Virginias guvernör 1791–1794 och ledamot av USA:s representanthus 1799–1801. Han var känd för sina insatser i amerikanska revolutionskriget och kallades allmänt "Light Horse Harry". Han var far till Robert E. Lee.
Lee utexaminerades 1773 från College of New Jersey (numera Princeton University) och inledde 1776 sin krigstjänst som kapten i ett dragonkompani. År 1780 befordrades han till överstelöjtnant. Kontinentalkongressen belönade Lee med en guldmedalj för tapperhet i ett anfall mot en brittisk garnison i Paulus Hook i New Jersey i augusti 1779. Efter kriget fick Lee sedan själv representera Virginia i kontinentalkongressen. År 1782 gifte han sig med kusinen Matilda Lee och efter hennes död gifte han om sig med Anne Hill Carter. Robert E. Lee var ett av Lees fem barn från andra äktenskapet.
Lee efterträdde 1791 Beverley Randolph som guvernör och efterträddes 1794 av Robert Brooke. År 1798 befordrades Lee till generalmajor i USA:s armé. Mellan 1799 och 1801 representerade Lee ännu Virginia i representanthuset. År 1818 avled han och gravsattes på en familjekyrkogård. Gravplatsen flyttades år 1913 till Lee Chapel i Lexington.